# Josefine Høegh Persson
Josefine Høegh Persson, född 28 mars 1994 i Köpenhamn, är en dansk professionell ishockeyspelare (ytterforward) som spelar för Luleå HF/MSSK i SDHL.